# 天主教東安格利亞教區
天主教東安格利亞教區（拉丁語：Dioecesis Angliae Orientalis）是英國英格蘭一個羅馬天主教教區。包括彼得伯勒、劍橋郡、諾福克郡和薩福克郡。屬威斯敏斯特總教區。

2011年，有99,200名教友，估轄區總人口3.5%，有50個堂區、113名司鐸、36名終身執事、30名修士、100名修女。現任主教為伯多祿·郭連斯。
1976年3月13日脫離北安普敦教區升為教區。